# Costel Pantilimon
Costel Fane Pantilimon (Bacău, Romania, 1 de febrer de 1987) és un futbolista professional romanès que juga pel Nottingham Forest FC de la Premier League com a porter. Amb una alçada de 203 cm és actualment el jugador més alt de la Premier League.